# Tournées rebelles de cricket en Afrique du Sud
Les tournées rebelles de cricket en Afrique du Sud (en anglais South African rebel tours) sont sept tournées de joueurs étrangers organisées entre 1982 et 1990, alors que l'équipe sud-africaine est mise à l'écart du cricket international pour cause d'apartheid. Rejetées par les autorités du cricket mondial, elles valent souvent à ceux qui y participent des suspensions de la part de leur propre fédération.

## Historique des tournées et conséquences

### Première tournée de joueurs anglais (1982)
La première tournée rebelle est celle de joueurs anglais, en mars 1982. Lors de la visite de l'équipe d'Angleterre dans les « Indes occidentales » en 1980-1981, six internationaux anglais expriment leur intérêt pour une tournée en Afrique du Sud auprès du producteur de disques Peter Cooke, qui joue le rôle d'intermédiaire. Fin 1981 et début 1982, les tournées en Inde et au Sri Lanka sont l'occasion de discussions secrètes entre les joueurs. Au gré des défections et des renforts, ce sont finalement douze joueurs qui se rejoignent sur le sol sud-africain fin février. L'organisation s'est faite dans le plus grand secret, tant et si bien que la presse n'en a pas eu connaissance jusqu'alors.
Les brasseries South African Breweries sponsorisent l'événement. Chaque membre de l'équipe reçoit entre 40 000 et 60 000 £. Parmi eux, quelques joueurs sélectionnés régulièrement avec d'Angleterre, d'anciens internationaux et des joueurs plus ou moins en marge de la sélection. Graham Gooch en est le capitaine et Geoff Boycott, John Emburey, Derek Underwood ou encore Dennis Amiss en font partie. Lorsque la nouvelle de leur présence en Afrique du Sud pour disputer des matchs est connue, une bonne partie de la presse se montre très critique à leur égard. Leurs noms sont inscrits sur la « liste noire » des sportifs ayant des contacts avec l'Afrique du Sud. Au Parlement du Royaume-Uni, ils sont surnommés « The Dirty Dozen », soit « Les Douze Salopards », une expression qui sera réutilisée par les médias. Trois autres joueurs les rejoignent dans les semaines qui suivent.

### Deux visites australiennes (1985-1987)
En 1985 et 1987, un groupe d'Australiens menés par l'ancien capitaine de l'équipe d'Australie Kim Hughes effectue une tournée en Afrique du Sud. L'Afrique du Sud gagne les deux séries de « tests » par une victoire à zéro. L'équipe australienne comprend dans ses rangs plusieurs joueurs ayant joué pour l'équipe d'Australie, notamment les fast bowlers Terry Alderman, Rodney Hogg et Carl Rackemann, l'opening batsman John Dyson, et par exemple le leg spinner Trevor Hohns, qui ne compte encore aucune sélection. Ces tournées rebelles privent l'équipe d'Australie de plusieurs de ses meilleurs joueurs. Hughes accuse l'Australian Cricket Board d'être responsable d'un certain mécontentement chez les joueurs australiens, favorisant le recrutement pour la tournée rebelle. Il ne jouera plus jamais pour l'Australie, mais Alderman, Hohns et Rackemann seront sélectionnés par la suite.

### Retour de l'Afrique du Sud sur la scène internationale
L'Afrique du Sud fait son retour sur la scène internationale en 1991 lors d'une tournée en Inde, puis lors de la Coupe du monde 1992, organisée en Australie et en Nouvelle-Zélande.

## Joueurs

### Joueurs en tournée
| Année     | Nationalité sportive | Joueurs |
| --------- | -------------------- | --- |
| 1982      | Angleterre           | Dennis Amiss, Geoff Boycott, John Emburey, Graham Gooch, Mike Hendrick, Geoff Humpage, Alan Knott, Wayne Larkins, John Lever, Chris Old, Arnie Sidebottom, Les Taylor, Derek Underwood, Peter Willey, Bob Woolmer.                                                            |
| 1982-1983 | Sri Lanka            | Flavian Aponso, Hemantha Devapriya, Lantra Fernando, Mahes Goonatilleke, Nirmal Hettiaratchi, Lalith Kaluperuma, Susantha Karunaratne, Tony Opatha, Bernard Perera, Anura Ranasinghe, Ajit de Silva, Bandula de Silva, Bandula Warnapura, Jeryl Woutersz.                     |
| 1982-1983 | Indes occidentales   | Richard Austin, Herbert Chang, Sylvester Clarke, Colin Croft, Alvin Greenidge, Bernard Julien, Alvin Kallicharran, Collis King, Everton Mattis, Ezra Moseley, David Murray, Albert Padmore, Derick Parry, Lawrence Rowe, Franklyn Stephenson, Emmerson Trotman, Ray Wynter.   |
| 1983-1984 | Indes occidentales   | Hartley Alleyne, Faoud Bacchus, Sylvester Clarke, Colin Croft, Alvin Greenidge, Bernard Julien, Alvin Kallicharran, Collis King, Monte Lynch, Everton Mattis, Ezra Moseley, David Murray, Albert Padmore, Derick Parry, Lawrence Rowe, Franklyn Stephenson, Emmerson Trotman. |
| 1985-1986 | Australie            | Terry Alderman, John Dyson, Peter Faulkner, Mike Haysman, Tom Hogan, Rodney Hogg, Trevor Hohns, Kim Hughes, John Maguire, Rod McCurdy, Carl Rackemann, Steve Rixon, Greg Shipperd, Steve Smith, Mick Taylor, Graham Yallop.                                                   |
| 1986-1987 | Australie            | Terry Alderman, John Dyson, Peter Faulkner, Mike Haysman, Tom Hogan, Rodney Hogg, Trevor Hohns, Kim Hughes, John Maguire, Rod McCurdy, Carl Rackemann, Steve Rixon, Greg Shipperd, Steve Smith, Mick Taylor, Kepler Wessels, Graham Yallop.                                   |
| 1990      | Angleterre           | Bill Athey, Kim Barnett, Chris Broad, Chris Cowdrey, Graham Dilley, Richard Ellison, John Emburey, Neil Foster, Bruce French, Mike Gatting, David Graveney, Paul Jarvis, Matthew Maynard, Tim Robinson, Greg Thomas, Alan Wells.                                              |